# William Goodsir-Cullen
William "Willie" James Goodsir-Cullen (Firozepur, 29. ožujka 1907. — Wyoming, Australija, 15. lipnja 1994.) je bivši indijski hokejaš na travi. Igrao je na mjestu vratara. Miješanog je podrijetla, anglo-indijskog.
Osvojio je zlatno odličje na hokejaškom turniru na Olimpijskim igrama 1928. u Amsterdamu igrajući za Britansku Indiju. Odigrao je tri susreta. Igrao je na mjestu veznog igrača i napadača.
Njegov mlađi brat Earnest Goodsir-Cullen je sudjelovao na OI 1936. igrajući hokej na travi za Indiju.

## Vanjske poveznice
- Olimpijska putovnica
- Profil na Database Olympics
- Smrtovnica[neaktivna poveznica]